# Gitano González
Ramón Antonio González Vargas (Madrid, 2 de mayo de 1952), más conocido como Gitano González, es un exfutbolista español que militó en el Valencia Club de Fútbol. Su posición natural era de delantero centro. 

## Carrera
Debutó directamente con el equipo valenciano sin pasar por el filial en la temporada 72-73, de la mano de Di Stéfano en Mestalla, consiguiendo marcar el empate además de otro gol en la victoria contra el Athletic Club 4-1. Las lesiones, junto a la eclosión del delantero, Mario Alberto Kempes y el fichaje de Lobo Diarte, le hizo muy difícil ganarse el puesto de delantero titular. 
Por esto en el año 1976 fue traspasado al Real Oviedo, a cambio del lateral derecho Carrete; equipo donde jugó dos temporadas para posteriormente retirarse en el Real Jaén.

## Clubes
| Club                    | País   | Año       |
| ----------------------- | ------ | --------- |
| Valencia Club de Fútbol | España | 1972-1976 |
| Real Oviedo             | España | 1976-1978 |
| Real Jaén               | España | 1978-1981 |

- Datos: Q5698525